# Lak na vlasy

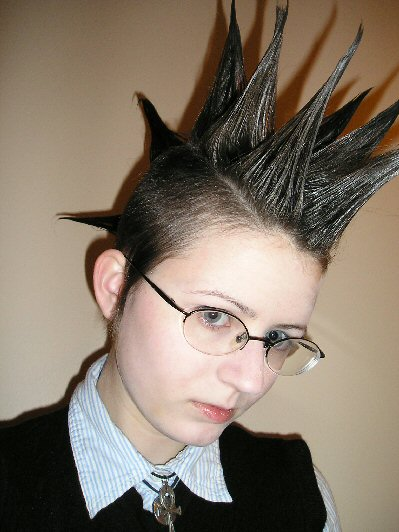
Díky laku na vlasy se dají formovat různé druhy účesů

Lak na vlasy je forma kosmetického přípravku, který se používá pro formování účesů, ochraně vlasů před nepříznivými vlivy a zafixování účesu při pohybu. Nejčastěji je distribuován ve formě spreje, který se nanáší na vlasy jako aerosol. Při nanesení přípravku na vlasy dochází k jeho tuhnutí, což vede k fixaci účesu při požadovaném tvaru.

## Použití
Používání laku na vlasy umožňuje formovat z vlasů velikou škálu účesů, které mohou dosahovat až avantgardních rozměrů (např. číro či bodliny). Nejčastěji je lak na vlasy ale používán pro zpevnění a zafixování jednoduché podoby účesu, aby v průběhu doby vydržel i náročnější zacházení a pohyb nositele. Je využíván pro slavnostní účely i v běžném životě.
Laky se nanášejí na vlasy ve formě malých kapének, které nesmějí být malých rozměrů, aby se příliš nerozptýlily v prostoru a ani velké, aby nadměrně nezatížily vlasy. Kapénky na vlasech vytváří velmi tenký, průhledný lesklý film, který rychle usychá a okamžitě poskytuje vlasům zpevnění a lesk. Zafixovaný účes musí odolat větrnému i deštivému počasí. Dobrý lak na vlasy chrání před krepatěním vlasů a zároveň lze velmi snadno z vlasů rozčesat. V obchodech můžeme najít spoustu druhů laků na vlasy, některé z nich mohou být například barevné či obsahovat třpytky.
Při neopatrné aplikaci může dojít k vdechnutí a případné nevolnosti, proto je doporučeno aplikaci provádět v dobře větrané místnosti. 

## Chemické složení

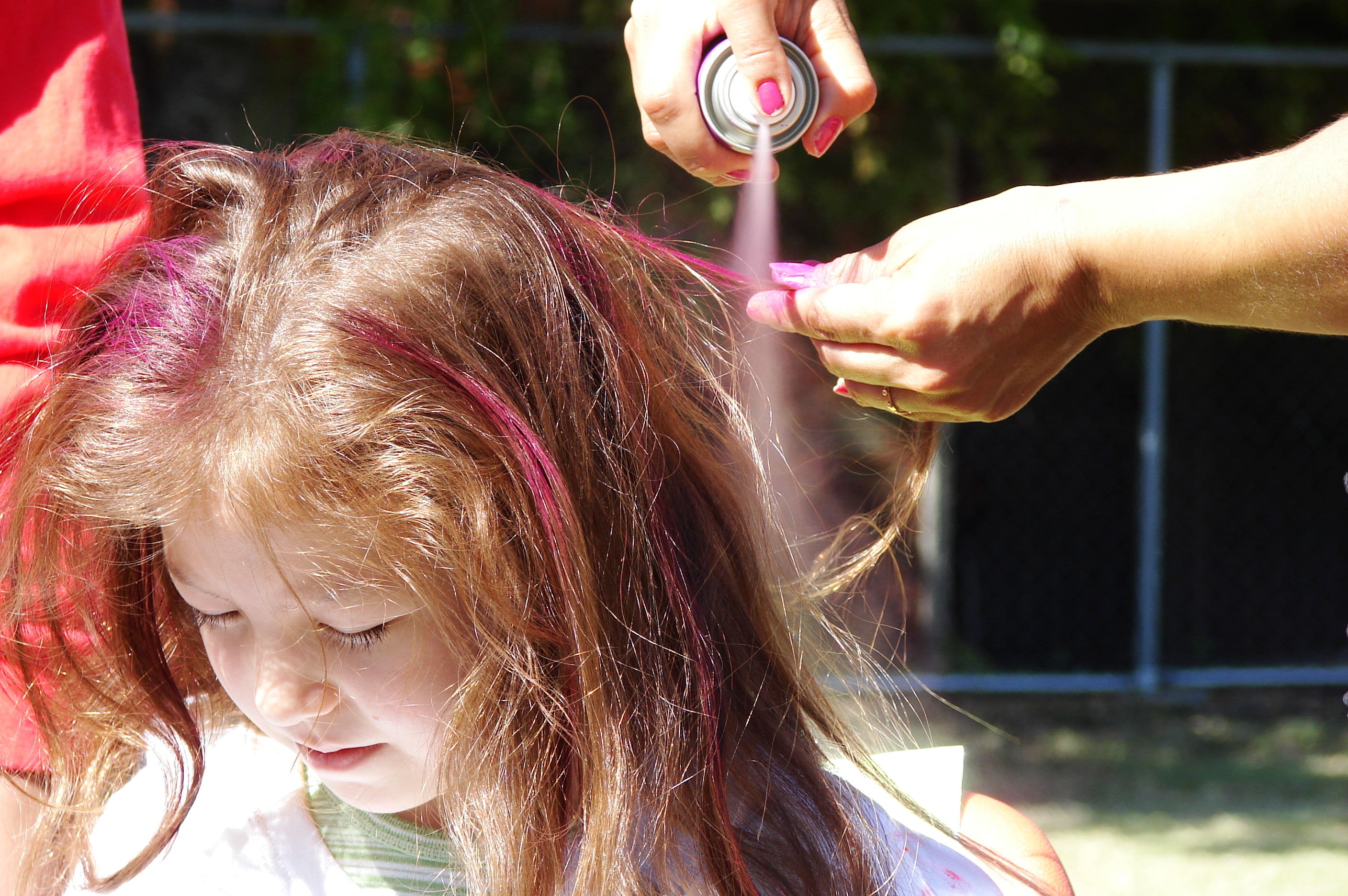
Nanášení aerosolu na vlasy

Základní složkou laku na vlasy jsou filmotvorné látky. Dříve s používaly filmotvorné látky na přírodní bázi, například kalafuna. Dnes se již využívají pouze uměle vytvořené látky dobře rozpustné v rozpouštědlech. Jako rozpouštědlo se nejčastěji používá alkohol (např. ethanol, izopropyl alkohol) či dichlormetan. Může obsahovat také velice škodlivý ethylhexyl metoxycinamát.
Laky na vlasy obsahují celou řadu pomocných složek jako jsou polymerní sloučeniny, pryskyřice, modifikátory, plastifikátory, vosky či vitamíny.  Běžně obsahují 80–90 % ethanolu, 1–8 % základní fixační látky a 0,5 až 2 % pomocných přísad, popřípadě parfemaci.
Klasická nádoba laku na vlasy obsahuje zkapalněný hnací plyn, který se při průchodu ventilem odpařuje a rozptyluje fixační směs do vzduchu. Tyto drobné kapénky dopadají na vlasy, kde rychle usychají a vytváří fixační vrstvu. Naopak laky s mechanickým rozprašovačem neobsahují žádný hnací plyn a jsou tak velmi ekologické a šetrné k životnímu prostředí.

### Varování: Hořlavina
Lak na vlasy je často silná hořlavina.

## Značky laků na vlasy
Mezi značky laků na vlasy prodávaných v České republice patří Astrid, Nivea, Taft, Styleflex, Syoss, Salerm Cos, Lendan, MedaVita, Cotril Professional, Edelstein a Wellaflex.